# Понтольо
Понтольо (итал. Pontoglio) — коммуна в Италии, в провинции Брешиа области Ломбардия.
Население составляет 6482 человека (на 2004 г.), плотность населения составляет 574 чел./км². Занимает площадь 11 км². Почтовый индекс — 25037. Телефонный код — 0376.
Покровителем населённого пункта считается святой Антоний Великий. Праздник ежегодно празднуется 17 января.